# Университет прикладных наук Метрополия
Университет прикладных наук Метрополия (фин. Metropolia Ammattikorkeakoulu) — самый крупный университет прикладных наук в Финляндии. Расположен в столичном регионе - Хельсинки, Вантаа, Эспоо. Готовит специалистов в области бизнеса, культуры, здравоохранения, социальной работы и современных технологий. Основными направлениями подготовки являются: инженерное дело, технологии, бизнес администрирование, здравоохранение и культура. Всего 68 программ бакалавриата и магистратуры, одиннадцать из которых доступны для изучения на английском языке. В общей сложности в университете обучается 16500 студентов.

## История
Университет был основан в 2007 году после слияния EVTEK University of Applied Sciences и Helsinki Polytechnic Stadia.

## Направления подготовки

### Бакалавриат на английском языке
- Civil Engineering with specialization in Sustainable Building Engineering
- Electronics Engineering
- Environmental Engineering
- European Business Administration
- Information Technology
- International Business and Logistics[7]
- Media Engineering
- Nursing
- Social Services

### Магистратура на английском языке
- Business Informatics
- Emergency and Critical Care Nursing
- Health Business Management
- Industrial Management
- Information Technology
- Logistics
- Construction and Real Estate Management (ConREM)

## Кампусы
Главный кампус расположен в столичном районе Хельсинки. В настоящее время Метрополия концентрирует свои операции в четырех кампусах: кампусах Arabia и Myllypuro в Хельсинки, кампусе Karamalmi в Эспоо и кампусе Myyrmäki в Вантаа.
- Кампус Myllypuro

Кампус, предназначенный для строителей благополучия, ориентирована на обучение студентов в области медицины и архитектуры. Это новейший кампус, открытый в январе 2019 года, с 3000 студентов и 250 сотрудников. Вторая фаза кампуса была открыта в январе 2020 года. В настоящее время в этом кампусе обучаются около 6000 студентов. Стоимость всего проекта составила около 165 миллионов евро.
- Кампус Мюрмяки

Кампус устойчивых технологий и бизнеса. Кампус - это мультикультурный центр, где люди работают в тесном сотрудничестве с компаниями, находясь на переднем крае устойчивого развития. В настоящее время в кампусе работают 3500 студентов и 230 сотрудников в области промышленных технологий и международного бизнеса . Строительство последнего расширения этого кампуса было завершено в августе 2018 года.